# شهرستان خمیر
شهرستان خمیر یکی از شهرستان‌های استان هرمزگان ایران است. مرکز این شهرستان، شهر بندر خمیر است.
این شهرستان در تاریخ ۷ بهمن ۱۳۸۳ از شهرستان بندرعباس جدا شد و مستقل گردید.

## موقعیت جغرافیایی
شهرستان خمیر از شمال تا شرق با شهرستان بندرعباس، از شمال غربی با شهرستان لارستان استان فارس، از غرب با شهرستان بستک، از جنوب غربی با شهرستان بندر لنگه و از جنوب با خلیج فارس همسایه است.

## تقسیمات کشوری
شهرستان خمیر دارای ۳ بخش، ۶ دهستان و ۴ شهر به شرح زیر است:

### شهرستان خمیر
| بخش      | مرکز بخش  | جمعیت بخش ۱۳۹۵ | نام دهستان | مرکز دهستان | جمعیت دهستان ۱۳۹۵ | شهر               | جمعیت شهر ۱۳۹۵       |
| -------- | --------- | -------------- | ---------- | ----------- | ----------------- | ----------------- | -------------------- |
| مرکزی    | بندر خمیر | ۳۲٬۰۴۸ نفر     | کشار       | کشار بالا   | ۶٬۱۲۶ نفر         | بندر خمیر بندر پل | ۱۵٬۳۲۰ نفر ۵٬۹۴۳ نفر |
| مرکزی    | بندر خمیر | ۳۲٬۰۴۸ نفر     | خمیر       | درگور       | ۴٬۶۵۹ نفر         | بندر خمیر بندر پل | ۱۵٬۳۲۰ نفر ۵٬۹۴۳ نفر |
| رویدر    | رویدر     | ۱۴٬۳۲۴ نفر     | رودبار     | رودبار      | ۴٬۰۲۴ نفر         | رویدر             | ۶٬۵۵۸ نفر            |
| رویدر    | رویدر     | ۱۴٬۳۲۴ نفر     | رویدر      | رویدر       | ۳٬۷۴۵ نفر         | رویدر             | ۶٬۵۵۸ نفر            |
| کهورستان | کهورستان  | ۹٬۷۷۳ نفر      | لاتیدان    | نیمه‌کار     | ۳٬۶۸۱ نفر         | کهورستان          | ۳٬۴۱۸ نفر            |
| کهورستان | کهورستان  | ۹٬۷۷۳ نفر      | کهورستان   | جیحون       | ۲٬۶۷۴ نفر         | کهورستان          | ۳٬۴۱۸ نفر            |

## جمعیت
بر پایه سرشماری عمومی نفوس و مسکن در سال ۱۳۹۵، جمعیت
شهرستان خمیر برابر با ۵۶٬۱۴۸ نفر بوده است.